# Philipp Bouhler
Philipp Bouhler (Monaco di Baviera, 11 settembre 1899 – Dachau, 19 maggio 1945) è stato un politico e generale tedesco del periodo nazionalsocialista. In qualità di capo della Kanzlei des Führers (KdF, Cancelleria del Führer) egli fu uno dei principali esecutori del programma di «eutanasia» nazista, la cosiddetta Aktion T4 che condusse alla morte di circa 70.000 disabili. Fu anche un alto membro delle SS.

## Biografia
Il padre di Bouhler era un colonnello in pensione ed egli, in gioventù, passò cinque anni presso il Corpo Reale dei cadetti della Baviera. Bouhler prese parte al primo conflitto mondiale servendo nel
1. Bayer. Fußartillerie-Regiment (1º reggimento di artiglieria appiedata bavarese) a partire dal 6 luglio 1916. Promosso al grado di tenente il 17 luglio 1917 Bouhler venne però ferito gravemente il mese successivo (a causa di questo incidente rimase zoppo a vita) e dovette ritirarsi dal servizio, pur ottenendo la Croce di Ferro di seconda classe per il coraggio dimostrato sul campo di battaglia.
Terminato il conflitto, tra il 1919 ed il 1920, Bouhler studiò per quattro semestri filosofia e nel 1921 divenne collaboratore della casa editrice proprietaria del Völkischer Beobachter, l'organo di stampa ufficiale dello NSDAP del quale egli divenne uno dei primissimi membri con la tessera numero 12. La sua carriera all'interno del Partito fu molto rapida e già nell'autunno 1922 egli era Secondo segretario dello NSDAP. Dopo il fallito Putsch della Birreria (8-9 novembre 1923), organizzato da Adolf Hitler con l'appoggio dei nazionalisti tedeschi, lo NSDAP venne dichiarato fuorilegge e rifondato solo nel 1925; in quest'occasione Bouhler venne promosso Segretario del Reich dello NSDAP. Dopo l'ascesa al potere del Partito nazionalsocialista avvenuta il 30 gennaio 1933 egli venne ulteriormente promosso al ruolo di Reichsleiter e membro del Reichstag (il parlamento tedesco) per il distretto della Vestfalia.
Il 20 aprile 1933 Bouhler entrò a far parte delle SS di Heinrich Himmler (n. tessera 54.932) ottenendo il grado onorifico di SS-Gruppenführer (generale di divisione); il 30 gennaio 1936 fu promosso SS-Obergruppenführer (generale di corpo d'armata).
L'anno successivo Bouhler venne nominato Comandante della polizia di Monaco e, poco dopo, capo della Cancelleria del Führer (KdF). Questo organismo, fondato il 17 novembre 1934, aveva lo scopo ufficiale, e chiaramente propagandistico, di mantenere un contatto diretto tra il Führer ed il popolo tedesco. In effetti la KdF era un articolato ufficio di segreteria privato di Hitler che svolse molti ruoli nel corso degli anni: dallo smistamento della posta in arrivo, all'accoglimento di appelli da parte dei cittadini, fino alla gestione diretta di programmi che facevano direttamente capo ad Hitler senza nessuna intermediazione statale o di partito. Contemporaneamente Bouhler ottenne la carica di Presidente della Commissione ufficiale di controllo del Partito per la protezione della letteratura nazionalsocialista, ente che determinava la letteratura in linea con l'ideologia nazionalsocialista escludendo quegli autori considerati pericolosi per il popolo tedesco.
Al termine del 1938 Bouhler, in qualità di Capo della KdF venne coinvolto direttamente da Hitler nell'attuazione del programma di eutanasia chiamato in codice Aktion T4  che condusse ufficialmente alla morte di circa 5.000 bambini e 70.000 adulti affetti da diverse forme di disabilità psichica e fisica. Hitler affidò segretamente il programma alla supervisione amministrativa di Bouhler (che a sua volta ne affidò la gestione operativa al suo sottoposto Viktor Brack) quella medica al dottor Karl Brandt, suo medico personale, per paura delle proteste che si sarebbero sollevate da membri dell’amministrazione statale e della popolazione - ovviamente le radicali posizioni eugeniche e di igiene razziale nazionalsocialiste non erano ben viste da una larga parte dei tedeschi. L'intera Aktion T4 si svolse basandosi esclusivamente su di una lettera, senza alcun valore legale, che Hitler  inviò a Bouhler e Brandt nell'ottobre 1939 (ma retrodatata al 1º settembre per farla coincidere con lo scoppio della seconda guerra mondiale):
L'Aktion T4 raggiunse il suo culmine nel 1940 e nella prima metà del 1941, quando, in agosto, venne ufficialmente bloccata a causa delle numerose proteste da parte della popolazione, soprattutto quella appartenente alle confessioni cattolica e protestante. Nonostante la segretezza imposta a tutti i livelli, infatti, le voci di disabili mandati a morte in appositi centri muniti di camere a gas e forni crematori si erano rapidamente propagate per tutta la Germania. Nondimeno gli specialisti della morte che si formarono nel corso di questo programma (sotto la supervisione dell'efficiente Bouhler) vennero estesamente utilizzati nella successiva soluzione finale della questione ebraica e nell'Operazione Reinhard.
Nel 1942 Bouhler pubblicò Napoleon – Kometenpfad eines Genies (Napoleone - La traiettoria stellare di un genio) che divenne una delle letture preferite di Hitler.
Bouhler, seppure molto influente presso Hitler, che amava circondarsi di vecchi compagni di Partito, continuò ad operare nell'ombra e senza esporsi fino al termine del conflitto. Arrestato dagli statunitensi, sulla strada per essere condotto al campo di concentramento di Dachau (riorganizzato come campo per prigionieri di guerra), Bouhler si suicidò con una capsula di cianuro il 19 maggio 1945.